# 우이링구
우이링구(한국어: 오이령구, 중국어: 乌伊岭区, 병음: Wūyīlǐng Qū)는 중화인민공화국 헤이룽장성 이춘 시의 행정구역이다. 넓이는 3162km2이고, 인구는 2007년 기준으로 20,000명이다.

## 행정 구역
1개 가도를 관할한다.
- 가도: 乌伊岭街道.